# Dan Pastorini

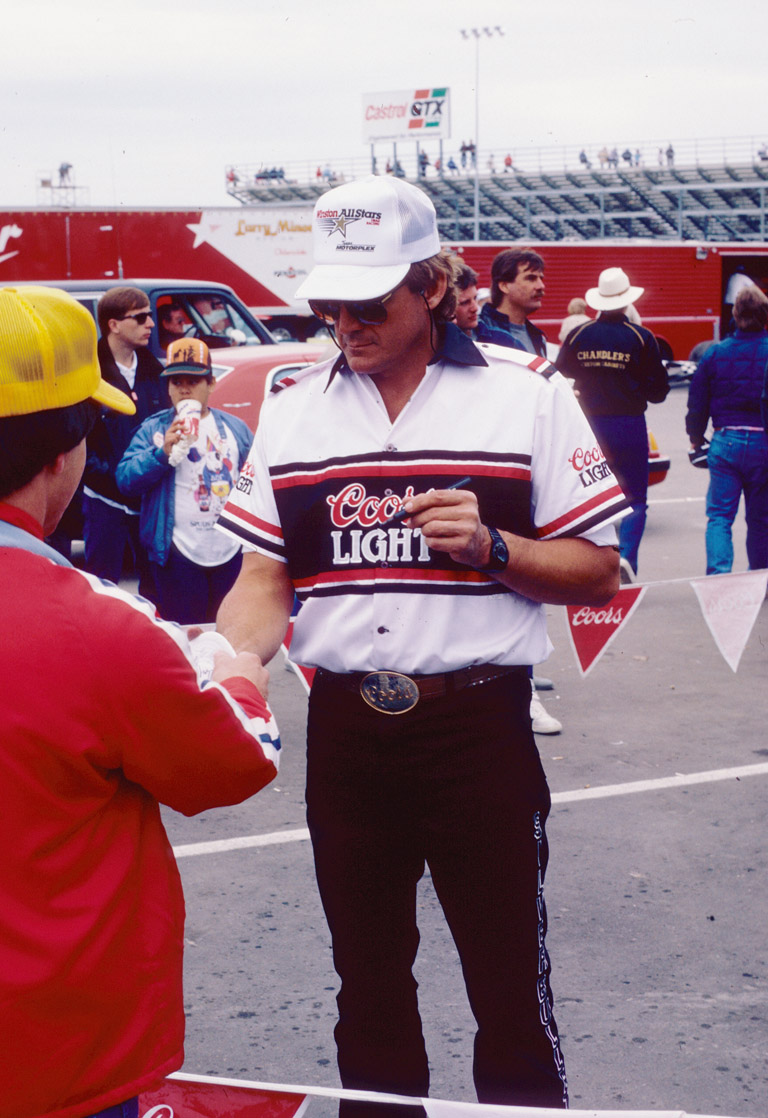

Dan Pastorini é um ex-jogador profissional de futebol americano estadunidense.

## Carreira
Dan Pastorini foi campeão da temporada de 1980 da National Football League jogando pelo Oakland Raiders.